# Trivialname
Trivialnamen (zu trivial aus lateinisch trivialis; also einfache, verständliche oder auch altbekannte und gewöhnliche [Namen]) sind Bezeichnungen für Dinge, die keiner offiziellen – also etwa über den deutschen Sprachraum hinausreichenden – Systematik entsprechen, wie sie meist in den zugeordneten wissenschaftlichen Fachgebieten festgelegt wurden. Beispiele für derartige Fachgebiete sind die Biologie, Chemie, Medizin und Pharmazie, aber auch Bereiche oder Schwerpunkte vorgenannter wissenschaftlicher Fachgebiete wie deren technische Zweige.
Trivialnamen sind in den betreffenden Fachbereichen oft die bekannteren Namen. Sie werden aus Begriffen der Alltagssprache gebildet. Die fachsprachlichen, meist aus lateinischen oder griechischen Wörtern gebildeten Namen sind dagegen für weniger Vorgebildete schwerer verständlich.
Trivialnamen leiten sich oft von gemeinsprachlichen Bezeichnungen oder Volksnamen für den entsprechenden Gegenstand ab, sind aber nicht mit diesen identisch. Die oft inhärent unscharfen, gelegentlich sogar mehrdeutigen allgemeinsprachlichen Bezeichnungen erhalten im Rahmen der Fachlexik eine spezifische Bedeutung. Umgekehrt kommt es vor, dass fachsprachliche Ausdrücke aus der Wissenschaftssprache in den allgemeinen Wortschatz übergehen; sie sind in der neuen Verwendung dann keine Trivialnamen mehr. Im wissenschaftlichen Sprachgebrauch sind auch die Trivialnamen meist präzise definiert und stehen den entsprechenden, meist aus lateinischen oder griechischen Wortstämmen gebildeten, wissenschaftlichen Namen in gleicher Abgrenzung gegenüber, während allgemeinsprachliche Bezeichnungen in der Regel unscharf abgegrenzt sind. So hat etwa der Trivialname Katzen eine andere Bedeutung als die ihm entsprechende allgemeinsprachliche Bezeichnung Katzen.

## Biologie
In der biologischen Nomenklatur wird unter einem Trivialnamen (oder auch Vernakularname) oder lateinisch Nomen triviale die regional- oder landessprachliche Bezeichnung für ein Lebewesen oder ein Taxon anstelle seines wissenschaftlichen Namens verstanden. Im Deutschen steht beispielsweise der Name „Löwe“ für den zweiteiligen Artnamen (Binomen) Panthera leo und im Englischen wird das Tier als lion bezeichnet. Zudem verwischen Trivialnamen aufgrund ihrer Tendenz zu rein äußerlichen Beschreibungen oft die systematischen Zusammenhänge, können aber umgekehrt auch Verwandtschaftsbeziehungen andeuten, wo nach neueren wissenschaftlichen Erkenntnissen keine bestehen. Beispiele zu dieser Problematik sind der Rainfarn (Tanacetum vulgare), die Metzgerpalme (Aucuba japonica) oder der Heilige Bambus (Nandina domestica). Zudem sind viele Trivialnamen aufgrund ihres Alters nicht mehr eindeutig, so steht etwa „Butterblume“ für eine ganze Reihe gelbblütiger Arten und Artengruppen verschiedener Verwandtschaftskreise.
Beispiele:
- Meerkatzen und Seehunde deuten ihrem Trivialnamen entsprechend eine Zugehörigkeit zu den Katzen- oder Hundeartigen an
- Gelbe Rübe: Trivialname für Karotte (Doldenblütler), Steckrübe (Kreuzblütler) oder Zuckerrübe (Fuchsschwanzgewächs)
- Schnake: regional für Stechmücken, ansonsten meist für Schnaken
- Graureiher, deutscher Trivialname für Ardea cinerea, daneben Fischreiher oder (plattdeutsch) Schietreeger

Eine weitere Bezeichnung für Trivialnamen ist Vulgärname. Im 20. Jahrhundert verstand man unter „vulgären Bezeichnungen“ auch „im Volk übliche Begriffe“ zur Benennung von Pflanzen und Arzneidrogen.

## Kunstnamen
Neben den oben erwähnten „echten“ Trivialnamen (auch als Volksnamen oder volkstümliche Namen bezeichnet) sind in der Biologie und Pharmazie, ähnlich wie in der Chemie, systematisierte deutschsprachige Bezeichnungen weit verbreitet. Dabei handelt es sich in der Regel um von Bearbeitern bewusst neu geschaffene künstliche Namen (von dem österreichischen Botaniker Manfred A. Fischer „Büchernamen“ genannt), die teilweise von echten Trivialnamen abgeleitet sind, sehr oft aber reine Phantasienamen darstellen. In vielen Fällen gehen sie auf Übersetzungen des wissenschaftlichen Artnamens zurück. Entsprechende Namensschöpfungen sind bereits bei Autoren des 19. Jahrhunderts weit verbreitet. Besonders populär wurden sie z. B. als Sammlernamen für Tagfalterarten. Der Zweck dieser Namen liegt in der Regel darin, die Organismengruppe durch anschaulichere Namensgebung bei Laien populär zu machen. Bei der Namensgebung wird in der Regel ein systematisches Vorgehen angestrebt, indem möglichst jede Art einen Namen erhält, Artnamen durch Namenszusätze aus Gattungsnamen abgeleitet werden usw. Weit verbreitet sind solche deutschsprachigen Kunstnamen z. B. bei den Blütenpflanzen, den Vögeln oder den Libellen. In vielen Fällen existieren nomenklatorische Standardlisten, um die Namensgebung einheitlich zu halten. Entsprechende Listen existieren etwa für Vogelnamen, für Libellen oder für Mollusken. In vielen Fällen werden die Namen in Schriften, die sich bewusst auch an Laien richten, wie z. B. Roten Listen oder biologischen Sachbüchern, geprägt. Diese Art der Namensgebung ist in vielen Fällen gut eingeführt, so dass einige der Namen beinahe den Status „echter“ Trivialnamen erreicht haben.
Diese Art der Namensgebung wird in verschiedenen Bereichen durchaus kritisch gesehen. Viele der so geprägten Kunstnamen werden teilweise als ungelenk, unanschaulich oder sogar als lächerlich kritisiert. Dies betrifft Namensschöpfungen wie „Nesselwicht“ oder „Gürteltroll“ (für Wanzenarten) oder „Böhmischer Großaugen-Düsterhalbflügler“ oder „Körnchenförmiger Kugel-Stutzkäfer“ (für Käferarten). Vereinzelt werden durch systematisierte Kunstnamen sogar „echte“ Trivialnamen ersetzt oder verdrängt. Ein Beispiel wäre „Acker-Kratzdistel“ anstelle von „Ackerdistel“ (damit alle Arten der Gattung Cirsium einheitliche deutsche Namen erhalten).

## Chemie
In der Chemie sind Trivialnamen Namen für Stoffe, die nicht der systematischen chemischen Nomenklatur nach IUPAC-Regeln entsprechen und nur partiell Rückschlüsse auf die Zusammensetzung oder Struktur einer chemischen Verbindung oder eines Stoffes erlauben. Trivialnamen wurden in der Regel von den Naturwissenschaftlern vorgeschlagen und geprägt, die die zugehörige chemische Verbindung erstmals entdeckt, isoliert oder synthetisiert haben. So wurden z. B. früher Verbindungen oft nach ihrer Herkunft und nicht nach ihren chemischen Eigenschaften benannt: Vanillin (systematisch: 4-Hydroxy-3-methoxybenzaldehyd) nach seinem Vorkommen in der Vanille oder Ameisensäure (systematisch: Methansäure) nach ihrer Gewinnung aus destillierten Ameisen.
Solche Trivialnamen werden im Alltag, aber auch in anderen Wissenschaften wie der Pharmazie, Biologie und Medizin sowie in der Technik verwendet. In der Chemie werden Trivialnamen dann verwendet, wenn die systematische Bezeichnung für den Zweck zu umständlich ist. Dies ist insbesondere bei manchen Biomolekülen wie dem Hämoglobin oder Chlorophyll der Fall. Auch für einfache, schon lange bekannte Verbindungen sind manchmal noch Trivialnamen üblich [z. B. für Aceton (systematisch: 2-Propanon/Dimethylketon) oder Acetylen (systematisch: Ethin)], und ihre Verwendung ist in manchen Fällen von der IUPAC erlaubt.
Im Alltagsgebrauch bis hin zu wissenschaftlichen Publikationen wird weiterhin eine große Anzahl von traditionellen Namen oder neu geschaffenen, anerkannten Kurznamen verwendet. Die IUPAC unterscheidet zwischen Trivialnamen, die keinen Bezug zur systematischen Nomenklatur haben (z. B. Wasser, Harnstoff oder Glaubersalz; systematisch: Hydrogenoxid/Wasserstoffoxid, Kohlensäurediamid oder Natriumsulfat), semisystematischen Namen oder Semitrivialnamen, die zumindest einen Teil eines systematischen Namens verwenden (z. B. Kohlendioxid statt Kohlenstoffdioxid, Trityl für die Triphenylmethyl-Gruppe oder Glycerin für Propan-1,2,3-triol) und den systematischen Namen. Auch für die Erfindung neuer Trivialnamen, z. B. von neu entdeckten Naturstoffen, gibt es IUPAC-konforme Regeln.